# Calinda
Pour les articles homonymes, voir Calenda (homonymie) et Kalenda (album).
La calinda (également calenda ou kalenda) est une danse traditionnelle et danse de combat d'Haïti.

## Historique

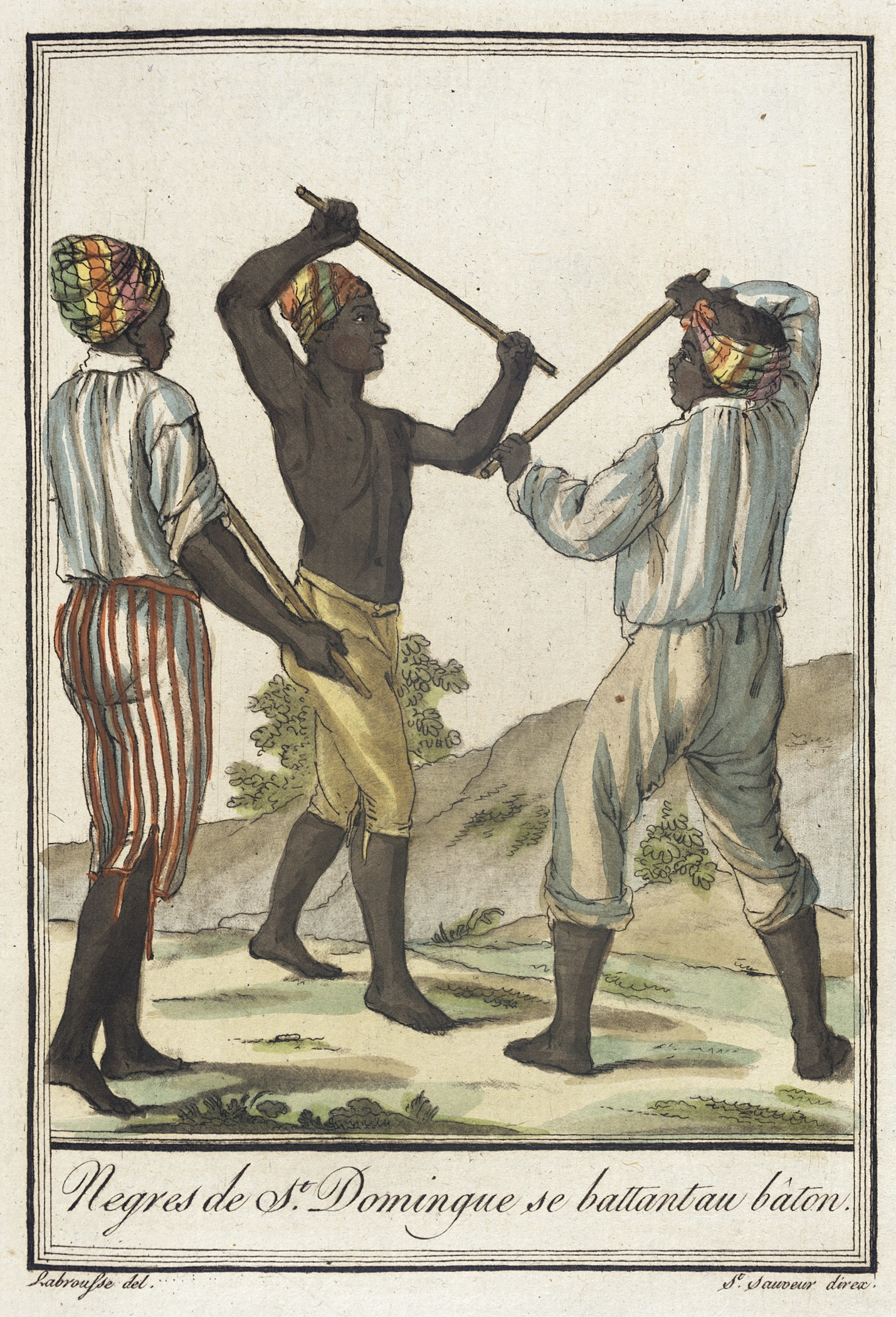
Nègres de St. Domingue se battant au bâton, vers 1797.

La calinda est une danse mimant des combats. Elle a été rapportée d'Afrique par les esclaves noirs venant du royaume du Kongo et déportés, notamment par les Français, au cours du XVIIIe siècle. Cette danse s'est pratiquée sur toute la sphère coloniale française d'Amérique, de l'île de Saint-Domingue à la Louisiane française, en passant par la Guadeloupe (Mayolè) et la Martinique (Ladja baton).
Ces pratiques seront notamment utiles aux esclaves insurgés de Saint-Domingue lors des affrontements armés de la Révolution haïtienne.
Au cours du XIXe siècle, elle a été bannie pour des raisons d'indécence, notamment aux Antilles françaises et en Louisiane. Néanmoins elle a continué à être dansée, notamment en Haïti.
Une version plus récente de la calinda (fin du XIXe siècle au début du XXe siècle) n'était dansée que par des hommes. Elle avait un style plus dépouillé, les hommes brandissant des bâtons simulant des coups de feu en sautant au-dessus de bouteilles d’eau. Le danseur qui renversait une goutte d’eau des bouteilles était banni du lieu de la représentation. 
La calinda est encore dansée en Haïti, notamment lors de fêtes et de cérémonies vaudou, ainsi qu'en Guadeloupe, lors du Carnaval, qui intègre des danses et des musiques africaines. Dans les années 1950, des musiciens blancs cadiens des bayous louisianais continuaient à jouer une version tranquille de la calinda.